# شهرستان رئال (تگزاس)
شهرستان رئال، تگزاس (به انگلیسی: Real County, Texas) یک سکونتگاه مسکونی در ایالات متحده آمریکا است که در تگزاس واقع شده‌است.

## خصوصیات
شهرستان رئال ۱٬۸۱۳٫۰ کیلومترمربع مساحت دارد.